# Adolphine Bertha Pfeiffer
Adolphine Bertha Pfeiffer (* 29. April 1889 in Kehl; † 9. November 1971 in Warschau) war eine Deutsche französischer Abstammung, die ab 1920 in Warschau lebte. Sie nannte sich Else Pfeiffer und war eine uneheliche Tochter der Schneiderin Bertha Alexandrine Salomon, einer katholischen Pariserin, die vermutlich aus einer jüdischen Familie stammte. Den Namen Pfeiffer erhielt sie, als ihre Mutter den Bierbrauer Michael Heinrich Pfeiffer heiratete, der die kleine Adolphine als Tochter anerkannte.
Adolphine Pfeiffer arbeitete zunächst im Kurort Königstein im Taunus. 1920 kam sie auf Vermittlung eines Mitinhabers des Königsteiner Sanatoriums nach Warschau, wo sie als Kindermädchen bei der jüdischen Familie von dessen Schwester Helene Czyż angestellt wurde. Helenes Ehemann, Nikodem Czyż, war Mitinhaber einer Chemikaliengroßhandlung in Warschau und Vertreter der Krakauer Gummiwarenfabrik „Semperit“. Adolphine wohnte bis 1939 bei der Familie Czyż in der Ulice Miodowa 21. 
Nach dem Ausbruch des Zweiten Weltkrieges flüchtete die Familie Czyż nach Ostpolen in das von der Sowjetunion annektierte Galizien. Adolphine blieb in der Warschauer Wohnung der Familie Czyż. Nach dem 2. Oktober 1940 wurde sie als Deutsche in das deutsche Wohnviertel Warschaus übersiedelt. 
Pfeiffer wurde als Leiterin eines Kinderklubs im Warschauer Stadtteil Wola angestellt. Nach der Errichtung des Warschauer Ghettos unterstützte sie die nach dort verbrachten Verwandten und Freunde der Familie Czyż; neben anderem versorgte sie sie mit Lebensmitteln. In ihrer Wohnung im deutschen Wohnviertel gewährte sie zunächst dem aus Leipzig stammenden Juden Max Felsen Zuflucht, und später Nikodem Czyż, der sich vorher in der Umgebung von Lemberg versteckt hatte. Adolphine gewährte außerdem zwei weiteren jüdischen Familien Unterschlupf. Sie hoffte, dass im deutschen Wohnviertel nicht nach Juden gesucht werden würde. Am 29. Dezember 1942 entdeckte die Gestapo jedoch die versteckten Juden und nahm sie fest; eine halbe Stunde später wurde auch Adolphine zum Warschauer Gestapo-Hauptquartier gebracht und nach Verhören in das KZ Majdanek deportiert. 
Am 19. April 1944 wurde sie ins KZ Ravensbrück verlegt. Nach der dortigen Befreiung kam sie am 2. Juni 1945 zurück nach Warschau. Sie fand eine Anstellung als Erzieherin und Haushälterin. Ihr Antrag auf Erteilung der polnischen Staatsangehörigkeit blieb ergebnislos. Pfeiffer starb in Warschau im Alter von 82 Jahren.

## Quelle
- Jerzy Kochanowski: O Niemce, która ratowała Żydów (Über eine Deutsche, die Juden rettete) in: Gazeta Wyborcza vom 7. Januar 2012 (in Polnisch), abgerufen am 10. Januar 2012

| Personendaten    | Personendaten                                    |
| ---------------- | ------------------------------------------------ |
| NAME             | Pfeiffer, Adolphine Bertha                       |
| KURZBESCHREIBUNG | deutsche Haushälterin und Judenretterin in Polen |
| GEBURTSDATUM     | 29. April 1889                                   |
| GEBURTSORT       | Kehl                                             |
| STERBEDATUM      | 9. November 1971                                 |
| STERBEORT        | Warschau                                         |